# Mohamed Ibrahim El-Sayed
Mohamed Ibrahim El-Sayed El-Sayed (in arabo محمد إبراهيم السيد السيد‎?; Alessandria d'Egitto, 16 marzo 1998) è un lottatore egiziano, specializzato nella lotta greco-romana, vincitore del bronzo ai Giochi olimpici estivi di Tokyo 2020.

## Biografia
Ha rappresentato la Egitto ai Giochi olimpici estivi di Tokyo 2020 in cui è stato eliminato dal tabellone principale del torneo dei 67 kg in semifinale dall'ucraino Parviz Nasibov, dopo aver battuto il sudcoreano Ryu Han-su agli ottavi e l'armeno Karen Aslanian ai quarti. Ha poi vinto la medaglia di bronzo battendo il rappresentante del ROC Artëm Surkov nella finale per il terzo posto.
Ha fatto la sua seconda apparizione olimpica a Parigi 2024, dove è stato eliminato agli ottavi del torneo dei 67 kg dall'azero Hasrat Jafarov.

## Palmarès
| Anno | Manifestazione             | Sede                 | Evento | Risultato | Note  |
| ---- | -------------------------- | -------------------- | ------ | --------- | ----- |
| 2015 | Campionati africani junior | Alessandria d'Egitto | 60 kg  | Oro       |       |
| 2016 | Campionati africani        | Alessandria d'Egitto | 66 kg  | Oro       |       |
| 2016 | Campionati africani junior | Algeri               | 66 kg  | Oro       |       |
| 2016 | Mondiali junior            | Mâcon                | 66 kg  | Bronzo    |       |
| 2017 | Campionati africani junior | Marrakech            | 74 kg  | Oro       |       |
| 2017 | Campionati africani        | Marrakech            | 75 kg  | Argento   |       |
| 2017 | Mondiali junior            | Tampere              | 66 kg  | 16º       |       |
| 2018 | Campionati africani junior | Port Harcourt        | 67 kg  | Oro       |       |
| 2018 | Campionati africani        | Port Harcourt        | 67 kg  | Oro       |       |
| 2018 | Giochi del Mediterraneo    | Tarragona            | 67 kg  | Argento   |       |
| 2018 | Mondiali junior            | Trnava               | 67 kg  | 5º        |       |
| 2018 | Mondiali U23               | Bucarest             | 67 kg  | Oro       | [ 1 ] |
| 2019 | Campionati africani        | Hammamet             | 67 kg  | Oro       |       |
| 2019 | Giochi panafricani         | El Jadida            | 67 kg  | Oro       |       |
| 2019 | Mondiali                   | Nur-Sultan           | 67 kg  | 5º        |       |
| 2019 | Mondiali militari          | Wuhan                | 67 kg  | Oro       |       |
| 2019 | Mondiali U23               | Budapest             | 67 kg  | Oro       |       |
| 2020 | Campionati africani        | Algeri               | 67 kg  | Oro       |       |
| 2021 | Giochi olimpici            | Tokyo                | 67 kg  | Bronzo    |       |
| 2022 | Mondiali                   | Belgrado             | 67 kg  | 21º       |       |
| 2022 | Campionati arabi           | Alessandria d'Egitto | 67 kg  | Oro       |       |
| 2023 | Mondiali                   | Belgrado             | 67 kg  | 22º       |       |
| 2023 | Campionati africani        | Hammamet             | 67 kg  | Oro       |       |
| 2024 | Giochi panafricani         | Accra                | 67 kg  | Oro       |       |
| 2024 | Giochi olimpici            | Parigi               | 67 kg  | 15º       |       |